# نظام منع انغلاق المكابح

رمز نظام منع انغلاق المكابح

نظام منع انغلاق المكابح (بالإنجليزية: Anti-lock braking system)‏ وتختصر إلى ABS هو نظام أمان يحول دون انغلاق (أو التوقف عن الدوران) عجلات السيارات أثناء الفرملة. ابتكر نظام منع انغلاق المكابح من اجل منع توقف العجلات، إذ أن ذلك يمنع توجيه السيارة أثناء الكبح الشديد فتنزلق إلى الأمام ولا يمكن التحكم فيها. الكبح السليم يكون بتهدئة دوران العجلات بحيث يبقى التلامس بين الإطار والأرض على نحو سليم وسامحا في نفس الوقت بتوجيه السيارة حتى أثناء عملية الكبح حتى تتوقف. يعمل نظام منع انغلاق المكابح آليا، ما على السائق سوي الضغط على بدال الكبح، فيقوم النظام بدوره في ضبط عملية الكبح كما ذكرنا أعلاه.
ويسمح دوران الإطارات للسائق بالحفاظ على توجيه السيارة مع استخدام قاسي للمكابح، وذلك بمنع انزلاق العجلات والسماح لها بمواصلة التفاعل والاحتكاك مع سطح الطريق وفقا لتوجيهات السائق. يحسن نظام منع انغلاق المكابح من السيطرة على السيارة ويخفض مسافة التوقف على الأسطح الجافة والمنزلقة. ولكنه قد يزيد من مسافة الكبح على الأسطح الرخوة مثل الثلج والحصى مع تحسين في التحكم بالعربة
وقد تطور نظام ABS كثيرًا منذ انتشار استخدامه في السيارات. ولا تمنع الإصدارات الحديثة قفل العجلات أثناء الفرملة فحسب، وإنما تضبط إلكترونيًا الكبح المطبق على العجلات الأمامية والخلفية. وتعرف هذه الوظيفة باسم توزيع قوة الفرملة إلكترونيا (EBD)، أو نظام مراقبة الجر (TCS)، أو مساعدة الكبح الطارئ (EBA)، أو نظام الثبات الإلكتروني.

## تاريخ

### نظام منع انغلاق المكابح المبكر
طور نظام منع انغلاق المكابح المبكر لأول مرة من أجل الطائرات في سنة 1929. قام بذلك مهندس السيارات والطائرات الفرنسي غابرييل فوازان، لأن نظام الكبح المحدود [الإنجليزية] في الطائرة كان مستحيلا تقريبا. وأدخل نظام مبكر يسمى نظام ماكسارت [الإنجليزية] دنلوب في الخمسينات من القرن التاسع عشر وبقي مستعملا في بعض نماذج الطائرات.
استخدمت هذه النظم حدافة وصمام موصول إلى خط هيدورليكي يغذي أسطوانات الكبح. كانت الحدافة موصولة إلى أسطوانة تدور بسرعة مساوية للدولاب. في الكبح العادي ستدور الأسطوانة والحدافة بالسرعة نفسها. إذا أبطأ الدولاب فجأة فإن الأسطوانة ستقوم بالمثل تاركة الحدافة لتدور بمعدل أسرع. هذا يؤدي إلى فتح الصمام مما يسمح لكمية صغيرة من سائل الكبح بالمرور بتجنب الأسطوانة الأساسية والمرور إلى خزان جانبي، مما يخفض الضغط على الأسطوانة ويحرر قليلا الفرامل. إن استخدام الأسطوانة والحدافة يعني أن الصمام يُفتح فقط عندما يدور الدولاب. وأثناء الاختبار، لوحظ تحسن بمقدار 30% في أداء الكبح، لأن الطيارين كانوا يطبقون مباشرة قوة الكبح الكاملة بدلا من زيادة الضغط تدريجيًا حتى الوصول إلى نقطة الانزلاق. كما قد أضاف النظام فائدة أخرى وهي تجنب الوصول إلى حرق الدواليب.
في سنة 1958 استخدم مختبر أبحاث الطرق [الإنجليزية] دراجة نارية من نوع رويال انفيلد سوبر ميتور [الإنجليزية] لاختبار مكابح ماكسارت المانعة للانزلاق. أثبتت التجارب أن أنظمة منع الانغلاق يمكن أن تكون قيمة الاستخدام في الدراجات النارية حيث يؤدي انغلاق المكابح إلى كثير من الحوادث. لقد خفضت مسافة التوقف في جميع التجارب تقريبا مقارنة بمكابح انغلاق الدواليب، وخصوصا في السطوح الزلقة، حيث يتحسن الأداء حتى 30%. رأى المدير الفني لإنفيلد في ذلك الوقت، توني ويلسون جونز، مستقبلا محدودًا لهذا النظام، ولهذا لم تنتجه الشركة.
لقد شهد النظام الميكانيكي الكامل استعمالا محدودًا في السيارات في الستينيات من القرن التاسع عشر في سيارة السباق فيرغسون P99، وفي سيارة جنسن إف إف [الإنجليزية]، وفي سيارة الدفع الرباعي فورد زيفير [الإنجليزية] التجريبية، ولكن ثبت أن النظام مكلف في السيارات، وغير موثوق به إلى حد ما.

### نظم الكوابح مانعة للانزلاق الحديثة
قدمت كرايسلر، مع شركة بنديكس، نظام مكابح مانع للانزلاق ثلاثي القنوات يسمى «شور بريك» في سيارة إمبريال عام 1971. وكانت متاحة لعدة سنوات بعد ذلك، بشكل جيد، وأثبتت فعالية. عرضت جنرال موتورز "Trackmaster" وهو نظام الكوابح مانع للانزلاق كخيار على العجلات الخلفية في طرازات كاديلاك في عام 1971.
في عام 1975، اشترى روبرت بوش على شركة أوروبية تسمى Teldix (اتجمع تيليفونكين وبنديكس) وكل براءات الاختراع المسجلة التي سجلهم اتحات الشركتين واستفادة من هذه الصفقة لبناء قاعدة النظام الذي عرضه في السوق بعد مرور بضع سنوات. وشاركت الشركات الألمانية بوش ومرسيدس بنز في تطوير تكنولوجيا المكابح المانعة للانغلاق منذ السبعينات، وقدمت أول نظام الكوابح مانع للانزلاق إلكتروني في الشاحنات وفي ومرسيدس بنز الفئة اس في عام 1978. وكانت ونسك هوندا أول إنتاج شامل للسيارات مع نظام كوابح مانع للانزلاق مع 4 قنوات حديثة تباع في الولايات المتحدة واليابان، وهو يطبق فردية ضغط الفرامل على كل من العجلات الأربع.
وعلاوة على ذلك، يكتسب الآن نظام الكوابح مانع للانزلاق شعبية على الشاحنات الثقيلة.

#### الدراجات النارية

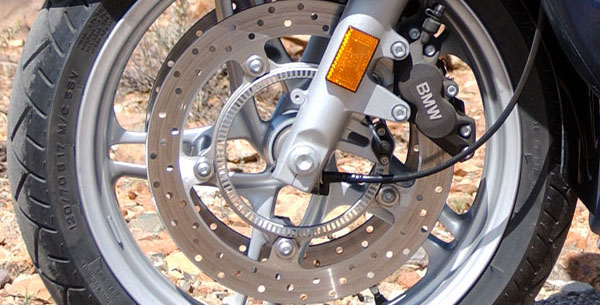
نظام كوابح مانع للانزلاق في دراجة نارية من بي ام دبليو

في عام 1988 أصبحت بي ام دبليو أول مصنع للدراجات النارية في العالم يقدم نظام كوابح مانع للانزلاق إلكتروني /هيدروليكي، وهذا في بي ام دبليو K100. في عام 1992 أطلقت هوندا أول نظام الحصول وتقاسم المنافع، وهذا على ST1100 البلدان الأوروبية. في عام 1997 أطلقت سوزوكي GSF1200SA (اللصوص) مع اس. في عام 2005، بدأ هارلي ديفيدسون تقديم اس كخيار للدراجات الشرطة، وعام 2009، أصبح المعيار على الترا هارلي الانزلاق بجولة في دراجة نارية.

## العملية
يعرف مراقب المكابح المانع للانغلاق (بالإنجليزية: anti-lock brake controller)‏ أو CAB (Controller Anti-lock Brake)
يتكون نظام كوابح المانع للانزلاق النموذجي من وحدة تحكم إلكتروني مركزية، أربعة عجلات سرعة للاستشعار—واحد لكل عجلة—وصمامين هيدروليكين أو أكثر تعمل من ضمن منظومة الفرامل [الفرامل الهيدروليكية]. تراقب وحدة التحكم الإلكترونية المركزية باستمرار سرعة دوران كل العجلات، وعندما تكشف دوران عجلة أبطأ بكثير من غيرها— تقوم بفتح الصمامات لتخفيف الضغط الهيدروليكي في الفرامل على العجلة المتضررة، وبالتالي تقلل قوة الكبح على هذه العجلة. مما يجعلها تدور بشكل أسرع، وعندما تكتشف وحدة التحكم الإلكترونية دوران العجلة أسرع بكثير من العجلات الأخرى، تعمل المنظومة على زيادة الضغط الهيدروليكي لهذه العجلة بحيث يجري زيادة قوة الكبح، مما يؤدي إلى تباطؤ هذه العجلة.
ووحدة التحكم الإلكترونية المركزية مبرمجة لتجاهل الاختلافات في سرعة عجلة الدوارن أقل من السرعة الحرجة، لأنه عندما تلف السيارة، تكون العحلتين اللتين باتجاه مركز منحنى (ملف) أبطأ من العجلتين الخارجتين. لهذا السبب نفسه، ويستخدم فارق في جميع مركبات الطرق.
إذا حدث خطأ في أي جزء من نظام الكوابح مانع للانزلاق، عادة يضاء ضوء تحذير على لوحة أجهزة السيارة، وسوف يتم تعطيل نظام الكوابح مانع للانزلاق حتى يتم تصحيح الخطأ.

### تطورات إضافية
تمثل نظم تحكم الثبات الإلكتروني الحديثة تطور مفهوم نظام الكوابح مانع للانزلاق. وهنا، يضاف ما لا يقل عن اثنين من أجهزة الاستشعار الإضافية إلى مساعدة نظام العمل: هذه هي المقود زاوية الاستشعار، وأجهزة الاستشعار توازني. نظرية عملية بسيطة: عندما يكتشف الاستشعار توازني أن الاتجاه الذي اتخذه في السيارة لا يتطابق مع ما المقود تقارير أجهزة الاستشعار، يقوم البرنامج حساب الضمان الفرامل على العجلات الضرورية الفردية (ق) (ما يصل إلى ثلاثة مع وأكثرها تطورا نظم)، بحيث ان السيارة وغني عن الطريقة التي يعتزم السائق. ويساعد استشعار المقود أيضا في عملية التحكم بزاوية الكابح، لأن هذا سوف اقول اس ان العجلات في الداخل يجب أن منحنى الفرامل على العجلات أكثر من الخارج، ومقدار الزيادة.

#### مانع الانزلاق
يمكن أيضا أن تستخدم معدات نظام الكوابح المانع للانزلاق لتنفيذ نظام مانع الانزلاق على تسارع السيارة. إذا، عند التسارع، تفقد العجلة السيطرة على الانزلاق، ويمكن لمراقب نظام الكوابح مانع للانزلاق الكشف عن هذه الحالة واتخاذ الإجراءات المناسبة بحيث يتم استعاده السيطرة على الانزلاق.

## الفعالية
وفي عام 2003، في دراسة أسترالية من قبل جامعة موناش الحوادث مركز البحوث وجدت أن نظام الكوابح مانع للانزلاق:
- قلل من خطر حوادث السيارات متعددة بنسبة 18 في المئة، * قلل من خطر حوادث الطرق بنسبة 35 في المئة.

على سطوح الاحتكاك العالية مثل القار، أو الأسمنت، أغلب (ولكن ليس كل) السيارات المزودة بنظام كوابح مانع للانزلاق قادرة على تحقيق أفضل مسافات الكبح (أي أقصر) من تلك التي لا تستخدمه. في ظل ظروف العالم الحقيقي حتى في حالة السائق الماهر المتأهب دون الحصول نظام كوابح مانع للانزلاق سيجد صعوبة حتى مع استخدام تقنيات مثل الكبح المحدود، لمطابقة أو عمل أداء أفضل من سائق عادي برنامج مجهز بسيارة لها نظام الكوابح مانع للانزلاق. حيث يقلل نظام الكوابح مانع للانزلاق من فرص تحطمها، و/ أو شدة التأثير. التقنية الموصى بها للسائقين غير الخبراء هي السيارة المجهزة بهذا النظام، في حالات الطوارئ في نظام الكبح النموذجي الكامل، يتم الضغط على دواسة الفرامل بكل قوة ممكنة، عند الوقت المناسب، للدوران حول العوائق. ة في مثل هذه الحالات، سوف يقلل نظام كوابح مانع للانزلاق إلى حد كبير من فرص الانزلاق وفقدان السيطرة.
يميل نظام كوابح مانع للانزلاق في الحصى والرمل والثلوج الكثيفة، إلى زيادة مسافات الكبح. على هذه الأسطح، توقف عجلات السيارة المنزلقة بسرعة أكبر. ولكن يمنع نظام الكوابح مانع للانزلاق هذا من الحدوث. بعض نظم الكوابح مانع للانزلاق تقلص هذه المشكلة عن طريق ابطاء وقت الدوران، وبالتالي تسمح للعجل بتكرار القفل والفتح لفترة وجيزة. بعض السيارات المصنعة توفر زر «على الطرق الوعرة» لاغلاق وظيفة نظام الكوابح مانع للانزلاق. والفائدة الأساسية من نظام كوابح مانع للانزلاق على هذه الأسطح هو زيادة قدرة السائق على الحفاظ على السيطرة على السيارة بدلا من الانزلاق—على الرغم من فقدان السيطرة على الأرجح لا يزال على الأسطح الناعمة مثل الحصى أو الزلقة مثل الثلج أو الجليد. على سطح زلق جدا مثل الغطاء الجليدي أو الحصى، فمن الممكن لقفل العجلات متعددة في آن واحد، وهذا لا يمكن هزيمة نظام كوابح مانع للانزلاق الذي يعتمد على المقارنة بين كل العجلات الأربع، ويكشف عن انزلاق العجلات الفردي الفردي). توافر نظام الكوابح مانع للانزلاق يريح معظم السائقين من تعلم الكبح المحدود.
وجدت دراسة في يونيو 1999 للإدارة القومية لسلامة المرور على الطرق السريعة (NHTSA) أن نظام الكوابح مانع للانزلاق يزيد مسافة التوقف على الأرض المملوئة بالحصى بنسبة متوسطها 22 في المئة.

وفقا للإدارة القومية لسلامة المرور على الطرق السريعة، 
«يعمل نظام الكوابح مانع للانزلاق مع نظام مكابحك التقليدية تلقائيا عن طريق ضخهم. في السيارات التي ليست مجهزة بنظام الكوابح مانع للانزلاق، يجب على السائق ضخ المكابح بدوبت لمنع انزلاق العجل. في السيارات المجهزة بنظام الكوابح مانع للانزلاق، يجب أن تظل قدمك مزروعة بقوة على دواسة الفرامل، حيث يدفع نظام كوابح مانع للانزلاق المكابح لك حتى تتمكن من التركيز على القيادة إلى بر الأمان.»

## تعويض المخاطر
تخضع المكابح مانعة اللانزلاق لبعض التجارب التي تتمحور حول تعويض المخاطر النظرية التي تؤكد أن التكيف مع السائقين لمصلحة سلامة وتقاسم المنافع من خلال قيادة أكثر قوة. في دراسة ميونيخ، نصف أسطول تاكسي كان مجهز بالمكابح مانعة اللانزلاق، في حين أن النصف الآخر قد جهز بنظم المكابح التقليدية. وكان معدل التحطم مماثل تقريبا لكلا النوعين من سيارات التاكسي، ويلخص وايلد هذا إلى ان سائقي سيارات الاجرة المجهزة بنظام الكوابح مانعة للانزلاق يقوبوا بالمزيد من المخاطر، لانهم بفترضون ان هذا النظام سوف يعتني بهم، في حين أن السائقين الغير مجهزين بنظام كوابح مانع للانزلاق يقودوا بمزيد من الحذر لان هذا النظام لا يوجد لتقديم المساعدة في حالة وجود حالة خطيرة.

## تصميم واختيار العناصر
بالنظر إلى الموثوقية المطلوبة، فمن الواضح معرفة الخيارات التي في تصميم نظام الكوابح مانع للانزلاق. تعتبر الأداء السليم لنظام نظام الكوابح مانع للانزلاق وتعتبر ذو أهمية قصوى، سواء لحماية الركاب داخل، والناس خارج السيارة. ولذا بني النظام مع بعض التكرار، ومصمم لمراقبة عمله وتقرير الأخطاء. يعتبر نظام كوابح مانع للانزلاق بالكامل من الصعب في الوقت الحقيقي النظام، في حين أن النظام الفرعي الذي يسيطر على التشخيص الذاتي يعتبر الناعمة في الوقت الحقيقي. وكما ذكر أعلاه، فإن العمل العام لنظام كوابح مانع للانزلاق يتكون من وحدة إلكترونية، معروفه أيضا باسم (وحدة التحكم الإلكترونية)، والتي تقوم بجمع البيانات من أجهزة الاستشعار وتتحكم في وحدة التحكم الهيدروليكية، وتتكون أساسا من الصمامات التي تنظم ضغط المكابح على العجلات.
ويجب أن تحدث الاتصالات بين وحدة التحكم الإلكترونية وأجهزة الاستشعار بسرعة في الوقت الحقيقي. وأحد الحلول الممكنة هو استخدام موصل كان، الذي كان، ولا يزال يستخدم في كثير من نظم الكوابح مانعة للانزلاق اليوم (في الواقع، طور معايير موصلات كان شركة روبرت بوش جى ام بى اتش، لربط وحدات التحكم الإلكترونية). هذ يسمح لمجموعة بسهولة دمج إشارات متعددة في إشارة واحدة، ممت يمكن إرسالها إلى وحدة التحكم الإلكترونية. في اتصال مع صمامات وحدة التحكم الهيدروليكية عادة لا يتم بهذه الطريقة. وحدة التحكم الإلكترونية ووحدة التحكم الهيدروليكية عادة قريبة جدا معا. والصمامات، وعادة ما يكون الملف اللولبي الصمامات، التي يتحكم فيها بصورة مباشرة من قبل وحدة التحكم الإلكترونية. لدفع الصمامات على أساس إشارات من وحدة التحكم الإلكترونية، وبعض الدوائر ومكبرات الصوت وهناك حاجة (والذي من شأنه أيضا أن يكون عليه الحال إذا استخدم موصل كان). يرجع ذلك إلى حقيقة أن معظم وسائل نقل وحدة التحكم الإلكترونية تستخدم 500K باود، فإنه يوفر ما يكفي من عرض النطاق الترددي للاتصالات في الوقت الحقيقي بين وحدة نقدية أوروبية، العديد من محرك وحدة نقدية أوروبية الآن تعتمد كليا على وحدة التحكم الإلكترونية للحصول على معلومات سرعة الحصول وتقاسم المنافع، وخصوصا عندما يتطلب حكومة الولايات المتحدة الأمريكية عام 2008 وجميع في وقت لاحق السيارات التي تباع في الولايات المتحدة يجب أن تجخز بموصل كان.
التدبير استشعار موقف اطارات السيارات، وعادة ما توضع على محور العجلة. وينبغي أن يكون الصمام قوية والصيانة المجانية، وليس تعريضها للخطر عملها الصحيح، على سبيل المثال لاستشعار الاستقرائي. هذه القياسات موقف ثم يتم تجهيزها من قبل وحدة التحكم الإلكترونية لحساب فرق دوران عجلة.
وعموما تتكامل وحدة التحكم الهيدروليكية مع وحدة التحكم الإلكترونية (أو العكس)، وتتكون من عدد من الصمامات التي تسيطر على الضغط في دوائر الكبح. كل هذه الصمامات توضع معا بشكل وثيق، ومعبأة في سبائك الألومنيوم كتلة صلبة. وهذا يجعل لتصميم بسيط للغاية، وبالتالي فهي قوية جدا.
وحدة مراقبة مركزية عامة تتألف من اثنين من متحكم ثانية، سواء بصورة نشطة في وقت واحد، إضافة إلى بعض التكرار لهذا النظام. هذه ميكروكنترولر اثنين من التفاعل، والتحقق من عمل كل منهما السليم. هذه ميكروكنترولر كما اختارت أن تكون السلطة والكفاءة، لتجنب التدفئة للتحكم الذي من شأنه أن يقلل المتانة.
البرنامج الذي يعمل في وحدة التحكم الإلكترونية لديه عدد من الوظائف. وأبرزها، خوارزميات التي تدفع وحدة التحكم الهيدروليكية بوصفها وظيفة من المدخلات، أو السيطرة على المكابح اعتمادا على دوران عجلة مسجل. هذه هي المهمة واضحة وتقاسم المنافع الرئيسية لكامل النظام. بصرف النظر عن هذا، فإن هذا البرنامج يحتاج أيضا إلى معالجة المعلومات الواردة، على سبيل المثال على إشارات من أجهزة الاستشعار. وهناك أيضا بعض البرمجيات التي باستمرار الاختبارات كل مكون من مكونات نظام الحصول وتقاسم المنافع لعملها السليم. بعض البرامج للربط مع مصدر خارجي لتشغيل تشخيصا كاملا كما اضاف.
وكما ذكر من قبل يعتبر نظام الكوابح مانع للانزلاق نظام وقت حقيقي. وتقع في هذه الفئة خوارزميات السيطرة، ومعالجة إشارات البرمجيات، والحصول على أولوية أعلى من التشخيص واختبار البرمجيات. شرط لنظام ليكون من الصعب في الوقت الحقيقي يمكن بالتالي تخفيض بالإشارة إلى أن البرنامج ينبغي أن يكون من الصعب في الوقت الحقيقي. الحسابات اللازمة لدفع وحدة التحكم الهيدروليكية يتعين القيام به في الوقت المناسب. اختيار متحكم التي يمكن أن تعمل بسرعة كافية لذلك المفتاح، ويفضل مع هامش واسع. النظام ومن ثم يحد من القدرة الديناميكية للصمامات والاتصالات، وهذا الأخير هو أسرع بشكل ملحوظ. ولذلك فان نظام التحكم أسرع بشكل كافي ومحدود صمامات
.

## اقرأ أيضا
- سلامة السيارات
- توزيع قوة الفرملة إلكترونيا
- مكابح

## الروابط الخارجية
- فرامل مانعة للانغلاق (نظام كوابح مانع للانزلاق) فيديو
- مسؤول بوش اس صفحات
- واوضح مكتب الإحصاء الأسترالي مع الرسوم البيانية والفيديو